# مايت أند ماجيك 6: ذا مانديت أوف هيفن
مايت أند ماجيك 6: ذا مانديت أوف هيفن (بالإنجليزية: Might and Magic VI: The Mandate of Heaven)‏ هي لعبة فيديو تقمص الأدوار تم إنتاجها في سنة 1998 وتم تطويرها من قبل شركة نيو ورلد كومبيوتنغ ونشرها من قبل شركة ذا ثري دي أو كومباني وهذه اللعبة هي سادس جزء من سلسلة ألعاب مايت آند ماجك.